# Trupanea bidensicola
Trupanea bidensicola är en tvåvingeart som beskrevs av Hardy 1980. Trupanea bidensicola ingår i släktet Trupanea och familjen borrflugor. Inga underarter finns listade i Catalogue of Life.